# Floricomus bishopi
Floricomus bishopi là một loài nhện trong họ Linyphiidae.
Loài này thuộc chi Floricomus. Floricomus bishopi được Wilton Ivie & Barrows miêu tả năm 1935.